# Jersey Mike's Subs
A Sub Above, LLC, com o nome comercial Jersey Mike's Subs, é uma cadeia americana de sanduíches submarinos com sede em Manasquan, Nova Jérsia. O franchising da Jersey Mike's tem cerca de 3.500 locais. Fora dos Estados Unidos, existe um local em London, Ontário, Canadá e um local em Guadalajara, Jalisco, México.

## História
Em 1971, aos 14 anos de idade, Peter Cancro, de Point Pleasant Beach, Nova Jérsia, arranjou um emprego em part-time na Mike's Submarines, uma loja de sandes de bairro no bairro adjacente de Point Pleasant, na 1009 Trenton Avenue. O restaurante, fundado em 1956, ficava apenas a alguns quarteirões a oeste da Point Pleasant Beach High School, e já tinha o seu terceiro proprietário. O nome original era Mike's Giant Submarine Shop, em homenagem ao seu proprietário original, Michael Ingravallo, que, com a sua mulher Marie, possuía vários estabelecimentos em Nova Jérsia e na Flórida, como parte do negócio da sua família.
O pai de Marie, Jimmy Lepore, imigrou de Caserta, Itália, em 1922 e abriu a sua primeira loja de submarinos na Tremont Avenue, no Bronx. Depois de a família ter se mudado para Nova Jérsia, começou a expandir o seu negócio, acabou abrindo e arrendando treze lojas de sanduíches submarinos em toda a costa de Nova Jérsia. Em 1979, a família tinha vendido todas as lojas exceto duas.
Quando a loja de Point Pleasant voltou a ser posta à venda em 1975, a mãe de Cancro sugeriu-lhe que a comprasse. Com a ajuda de um treinador de futebol americano do liceu, que também era banqueiro, Cancro, então com 17 anos e no último ano do liceu, juntou 125.000 dólares em três dias. Atualmente, Cancro é o proprietário e CEO da empresa.
Cancro começou a franchisar o restaurante em 1987. Em 2014, tinha 750 locais, com 650 adicionais em alguma fase de desenvolvimento. Em 2015, 197 novos locais abriram e o número total de locais do Jersey Mike's ultrapassou os 1.000. Os locais do Jersey Mike's estavam ganhando uma maior presença na Costa Oeste, particularmente no Sul da Califórnia. O local original do Jersey Mike's na Trenton Avenue ainda é usado como um centro de treinamento para a empresa.
Em janeiro de 2024, a empresa anunciou uma grande expansão para o Canadá com a Redberry Restaurants, um grande operador de restaurantes canadenses, no que seria a primeira grande expansão internacional. O objetivo era ter 300 restaurantes em 10 anos.

## Produtos

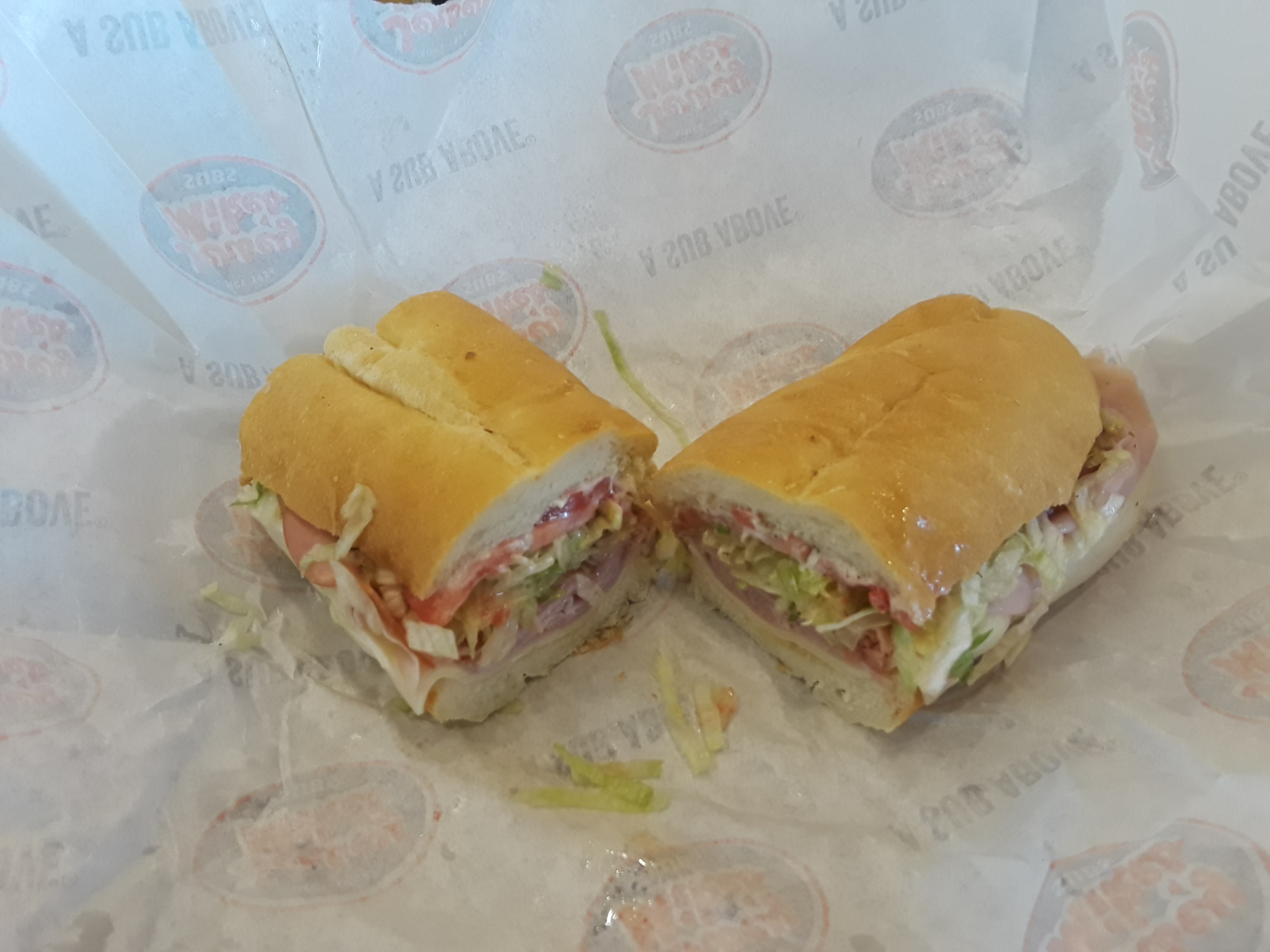
Um "Jersey Shore's Favorite" - provolone, fiambre e cappacuolo - em pão branco

Tal como a loja Mike's original de 1956, cada restaurante Jersey Mike's Subs serve sanduíches submarinas, que são feitas por encomenda, cortando as carnes e os queijos conforme necessário. Ao encomendar uma sanduíche "Mike's Way", esta é coberta com cebolas cortadas às rodelas, alface picada, tomate, oréganos, sal (especiarias) e uma mistura de vinagre de vinho tinto e azeite. Há também um condimento de pimenta de cereja de assinatura.
Alguns locais do Jersey Mike's também servem várias sandes de pequeno-almoço durante a manhã, incluindo sandes feitas com rolo de carne de porco, um produto de Nova Jérsia.

## Publicidade
A partir de setembro de 2022, o Jersey Mike's apresentou o ator Danny DeVito, que cresceu a poucos quilômetros do Jersey Mike's original, numa série de anúncios de rádio e televisão como o primeiro porta-voz famoso da empresa.